# これから 海辺の旅人たち
『これから ～海辺の旅人たち～』（これから うみべのたびびとたち）は、フジテレビ系の金曜エンタテイメントで、1993年5月21日に放送された高倉健主演のテレビドラマ。放送ライブラリーで閲覧する事が出来る。2024年12月13日、日本映画専門チャンネルにて放送された。
海辺の高齢者介護施設で繰り広げられる静かな老いの恐怖を淡々とした視線で描く。1993年日本民間放送連盟賞テレビドラマ部門最優秀賞受賞作品。

## あらすじ
仕事一筋に生きてきた津田武彦（高倉健）は、老人ホームに入居した。妻の山口和子（吉行和子）とは離婚していた。ホームには、ここを“終の棲家”とする様々な居住者がいた。釣りしか道楽のない不器用な津田はなかなか周囲に溶け込めず、賄いの浦辺きん子（樹木希林）は心配する。

## スタッフ
- 脚本：寺内小春
- 音楽：佐藤勝
- 撮影：森田修、西尾彰
- 照明：本間利明
- 美術：根本研二、梅田正則、永本充
- 編集：増田真理子、榊林昭彦
- 技術：堀田満之
- 音声：西田貞雄
- 記録：構木久子
- 音響効果：北郷順子、篠沢紀雄
- プロデューサー ：鎌田敏郎
- ゼネラルプロデューサー： 小林由紀子
- 演出：富永卓二
- 企画協力：リスプラン
- 制作：フジテレビ

## キャスト
- 津田武彦：高倉健
- 友納萱子：田中裕子
- 秋本マツ子：南美江
- 西川：杉山とく子
- 清川千代：利根はる恵
- 西川多一：纓片達雄
- 酒井洋平：角田英介
- 佐藤忍
- 浦辺ぎん：原ひさ子
- 西村讓
- 神保悟志
- 柴田林太郎
- 桜井久美
- 上條恒彦
- 浦辺きん子：樹木希林
- 益田愛子
- 中澤敦子
- 夏川加奈子
- 南川直
- 木島秀夫
- 森康子
- 上原秀雄
- 由起艶子
- 城間章子
- 高橋壱岐
- 古賀プロダクション
- 山口和子：吉行和子
- 大倉：神山繁
- 緒形成文：小林稔侍
- 友納静江：加藤治子
- 島岡良造：芦田伸介